# ساراورتسی
ساراورتسی (به صربی: Saraorci) یک منطقهٔ مسکونی در صربستان است که در اسمدرفو واقع شده‌است. ساراورتسی ۲٬۴۱۳ نفر جمعیت دارد.